# ويلارد مارشال
ويلارد مارشال (بالإنجليزية: Willard Marshall)‏ هو لاعب كرة قاعدة أمريكي، ولد في 8 فبراير 1921 في ريتشموند في الولايات المتحدة، وتوفي في 5 نوفمبر 2000 في نوروود في الولايات المتحدة.

## وصلات خارجية
- ويلارد مارشال على موقعبيزبول رفرنس.كوم (الدوري الرئيسي) (الإنجليزية)